# (128054) Eranyavneh
(128054) Eranyavneh est un astéroïde de la ceinture principale.

## Description
(128054) Eranyavneh est un astéroïde de la ceinture principale. Il fut découvert le 28 juin 2003 avec le programme Wise par David L. Polishook. Il présente une orbite caractérisée par un demi-grand axe de 3,10 UA, une excentricité de 0,08 et une inclinaison de 1,7° par rapport à l'écliptique.

## Compléments